# Chant des partisans
Chant des partisans of Chant de la libération is een strijdlied van het Franse verzet, geschreven tijdens de bezetting door nazi-Duitsland in de Tweede Wereldoorlog. De muziek, oorspronkelijk gecomponeerd in 1941 met een Russische tekst, is van de Française Anna Marly. De originele Franse tekst is vervolgens in 1943 geschreven door Joseph Kessel, ook een Rus, en zijn neef Maurice Druon. Beiden hadden zich bij de Forces françaises de l'intérieur gevoegd.

## Geschiedenis

### Melodie
De melodie van Chant des partisans — geïnspireerd door een populair partizanenlied in Rusland tijdens de Russische Burgeroorlog — is afkomstig van de zangeres en componiste Anna Marly, een emigrante uit Rusland die in 1940 Frankrijk had verlaten voor Londen. Ze componeerde het lied in 1941 in Londen onder de titel La marche des partisans of Guerilla song, met een Russische tekst.

### Tekst en manuscript
De Franse tekst werd geschreven door Maurice Druon, die later tot de Académie française zou toetreden, en zijn oom Joseph Kessel. Beiden waren ze als expats in Engeland.
Het originele manuscript werd op 25 juli 1943 naar Frankrijk meegenomen door Emmanuel d’Astier de la Vigerie en Jean-Pierre Lévy. Ze vlogen met een Lockheed Hudson, die bestuurd werd door Hugh Verity. De twee inzittenden werden in Frankrijk door Paul Rivière ontvangen.
De tekst werd gepubliceerd in de Cahiers de Libération, waarvan de originele editie de volgende tekst draagt: "Ce volume a été achevé d'imprimer sous l'occupation nazie le 25 septembre 1943".
Tegenwoordig rust het manuscript, dat staatseigendom is geworden, in het museum van het Legioen van Eer. Het is op 8 december 2006 geclassificeerd als historisch monument.

## Franse tekst
Het eerste couplet gaat als volgt:
Ami, entends-tu le vol noir des corbeaux sur nos plaines,
Ami, entends-tu les cris sourds du pays qu'on enchaîne,
Ohé ! partisans, ouvriers et paysans, c'est l'alarme !
Ce soir l'ennemi connaîtra le prix du sang et des larmes…

## Russische tekst
De oorspronkelijke Russische tekst is ongeveer als volgt te vertalen:
Van bos tot bos, de lange route, de afgrond
En ver daarboven doolt ergens de maan die zich haast
We zullen daarheen gaan waar noch de raaf doordringt noch het wilde beest
Niemand, geen kracht, zal ons overheersen of op ons jagen
Als wrekers van het volk vernietigen we de slechte macht
Zelfs als de wind van de vrijheid ook over ons graf zal waaien...
We zullen daarheen gaan en we zullen de vijandige netwerken vernietigen
Mogen onze kinderen weten hoeveel van ons zijn gevallen voor de vrijheid!